# Helga Zepp-LaRouche
Pour les articles homonymes, voir Zepp et LaRouche.
Helga Zepp-LaRouche (née le 25 août 1948 à Trèves) est une militante politique allemande, mariée à l'homme politique américain Lyndon LaRouche. Elle est fondatrice du mouvement pro-LaRouche « Institut Schiller » et du parti Bürgerrechtsbewegung Solidarität (BüSo : « Mouvement des droits civils et Solidarité »).
Elle s'est portée candidate pour des postes politiques à plusieurs reprises sur des listes pro-LaRouche, sans jamais être élue. Elle est éditrice de Das Hitler-Buch (1984), publié par l'Institut Schiller une collection d'investigation historique sur les origines du nazisme.

## Biographie

### Jeunesse
Après son éducation secondaire, Helga Zepp a poursuivi sa formation de journaliste à Hambourg. Devenue journaliste indépendante, elle a voyagé pendant plusieurs mois en Chine. À son retour, elle continua ses études de sciences politiques, d'histoire et de philosophie à l'Institut Otto-Suhr et à l'université libre de Berlin.
Lyndon LaRouche écrit dans The Power of Reason (première édition) que sa femme était une orpheline. Selon l'institut Schiller et les sites Bürgerrechtsbewegung Solidarität , elle quitte l'école en 1968 pour travailler bénévolement dans le journalisme à Hambourg et Hanovre, puis travaille plus tard en indépendant. En 1971, elle voyage à travers la Chine en tant que l'une des premières journalistes là-bas, juste après le point culminant de la Révolution culturelle. Quand elle retourne en Allemagne, elle étudie les sciences politiques, l'histoire et la philosophie, à l'Institut Otto-Suhr de l'université libre de Berlin et à Francfort-sur-le-Main,.

## Carrière
Le 29 décembre 1977, Helga Zepp et Lyndon LaRouche se marient à Wiesbaden. Depuis lors, selon sa biographie officielle sur le site de l'Institut Schiller, elle a voyagé avec son mari pour promouvoir ses propositions de réforme monétaire et de développement d'infrastructure à grande échelle, et a rencontré l'ancienne Première ministre indienne Indira Gandhi et l'ex-président mexicain José López Portillo. Elle retourne au Mexique en 1998, et participe en tant que maîtresse de cérémonie à la conférence tenue à l'académie d'économie de la société mexicaine de géographie, pendant laquelle Lopez Portillo la rencontra une fois encore, selon le mouvement LaRouche Executive Intelligence Review,. Plus tôt cette année-là, Lopez Portillo, au côté de l'ancien président de l'Ouganda Godfrey Binaisa, de l'ancien Premier ministre d'Algérie Abdelhamid Brahimi et d'autres personnalités politiques, a ajouté sa signature à l'appel pour un « nouvel ordre économique mondial » lancé par Zepp-LaRouche."
Helga Zepp-LaRouche est éditeur de Das Hitler-Buch, publié par l'institut Schiller (traduit par Le Livre d'Hitler, 1984.  (ISBN 0-933488-37-8)). Elle fonde l'institut Schiller la même année.

Dans Dancing on My Grave (1986), la ballerine Gelsey Kirkland décrit sa rencontre avec les idées de Zepp-LaRouche :

« En dépit de son point de vue extrême, son radicalisme inflexible, cette femme m'a fait faire un tournant crucial pour moi. Son dévouement zélé pour les classiques et sa guerre politique contre la drogue m'encouragent à agir, mais à ma façon. »

— Gelsey Kirkland
C'est une opposante de la doctrine du choc des civilisations de Samuel P. Huntington. À la suite des attentats du 11 septembre 2001, elle fait campagne contre l'idée de l'antagonisme fondamental entre l'Europe et les États-Unis d'un côté et l'Islam et la culture asiatique de l'autre. Elle a appelé pour un "Dialogue des Cultures" qui s'oppose au "Choc des Civilisations".
En juin 2001, Helga Zepp-LaRouche s'exprime devant la Douma d'État russe qui écoute ses mesures visant à assurer le développement de l'économie de la Russie sous les conditions de déstabilisation globale financière. Son thème était l'affirmation que le programme du Dr Wilhelm Lautenbach pour l'emploi productif, qui avait été adopté en 1931, aurait mis fin à la dépression et empêché les nazis d'accéder au pouvoir, et que l'adoption des vues politiques de son époux pouvait prévenir un désastre. La présentation de Zepp-LaRouche fut publiée en 2007 dans le magazine russe Forum International, dans un numéro consacré à la conférence des “mégaprojets de l'Est de la Russie” sur le tunnel sous le détroit de Béring.[source insuffisante]
Helga Zepp-LaRouche a lancé des campagnes dans différents pays sur d'autres questions, y compris l'opposition à la mondialisation et le soutien pour la proposition de « nouveau Bretton Woods » de son époux, ainsi qu'une proposition de dissoudre l'Organisation mondiale du commerce et de doubler la production mondiale de nourriture. Cette dernière proposition a été décrite par le quotidien égyptien Al-Ahram comme « parmi les visions remarquables, dignes de respect, qui sont conformes à la vision proposée par le président Moubarak à Davos. »
En 2012, elle a été conférencière invité lors du 10e « Dialogue des civilisations » de la conférence annuelle de Rhodes, parrainée par le Forum public mondial. Elle a déclaré que l'effondrement accéléré du système transatlantique est dangereux et pourrait entraîner une nouvelle guerre mondiale, et que les États-Unis et les mesures européennes d'expansion de la liquidité ont conduit à une impression d'argent hyper-inflationniste, avec un « effet d'abréger la vie » de millions de personnes en Grèce, en Italie, en Espagne et au Portugal.